# Charles Henry Bartlett
Charles Henry Bartlett (Londres, 6 de fevereiro de 1885 — Enfield, 30 de novembro de 1968) foi um ciclista de pista britânico, campeão olímpico. Competiu representando o Reino Unido nos Jogos Olímpicos de 1908, em Londres.
Nesses Jogos, ele ganhou a medalha de ouro nos 100 km, completando o curso em um tempo de 2h 41 '48,6", à frente do seu compatriota Charles Denny e francês Octave Lapize.